# Oppo
OPPO Electronics Corp (với tên thương hiệu là OPPO - Camera Phone, trước là: OPPO - Smartphone) là nhà sản xuất thiết bị điện tử, điện thoại di động Android Trung Quốc, có trụ sở đặt tại Đông Hoản, Quảng Đông, công ty con của tập đoàn điện tử BBK Electronics. OPPO cung cấp một số sản phẩm chính như máy nghe nhạc MP3, tablet, eBook, DVD/Blu-ray và điện thoại thông minh. Thành lập vào năm 2000, công ty đã đăng ký tên thương hiệu OPPO ở nhiều quốc gia trên thế giới.
OPPO hiện nằm trong top 5 hãng sản xuất điện thoại di động lớn nhất thế giới, đạt thị phần 8,1% vào đầu năm 2019. Tại Việt Nam, OPPO là hãng điện thoại di động đứng thứ 2, với thị phần lên tới 25,2% vào cuối năm 2019. Sản phẩm chủ yếu của hãng là điện thoại thông minh trong phân khúc tầm trung và cận cao cấp, với dòng sản phẩm chiến lược OPPO Reno (trước đây là OPPO F series) cùng các dự án quảng cáo lớn, rầm rộ.
Năm 2018, OPPO tách thương hiệu con Realme ra hoạt động độc lập, nhắm đến phân khúc giá rẻ.

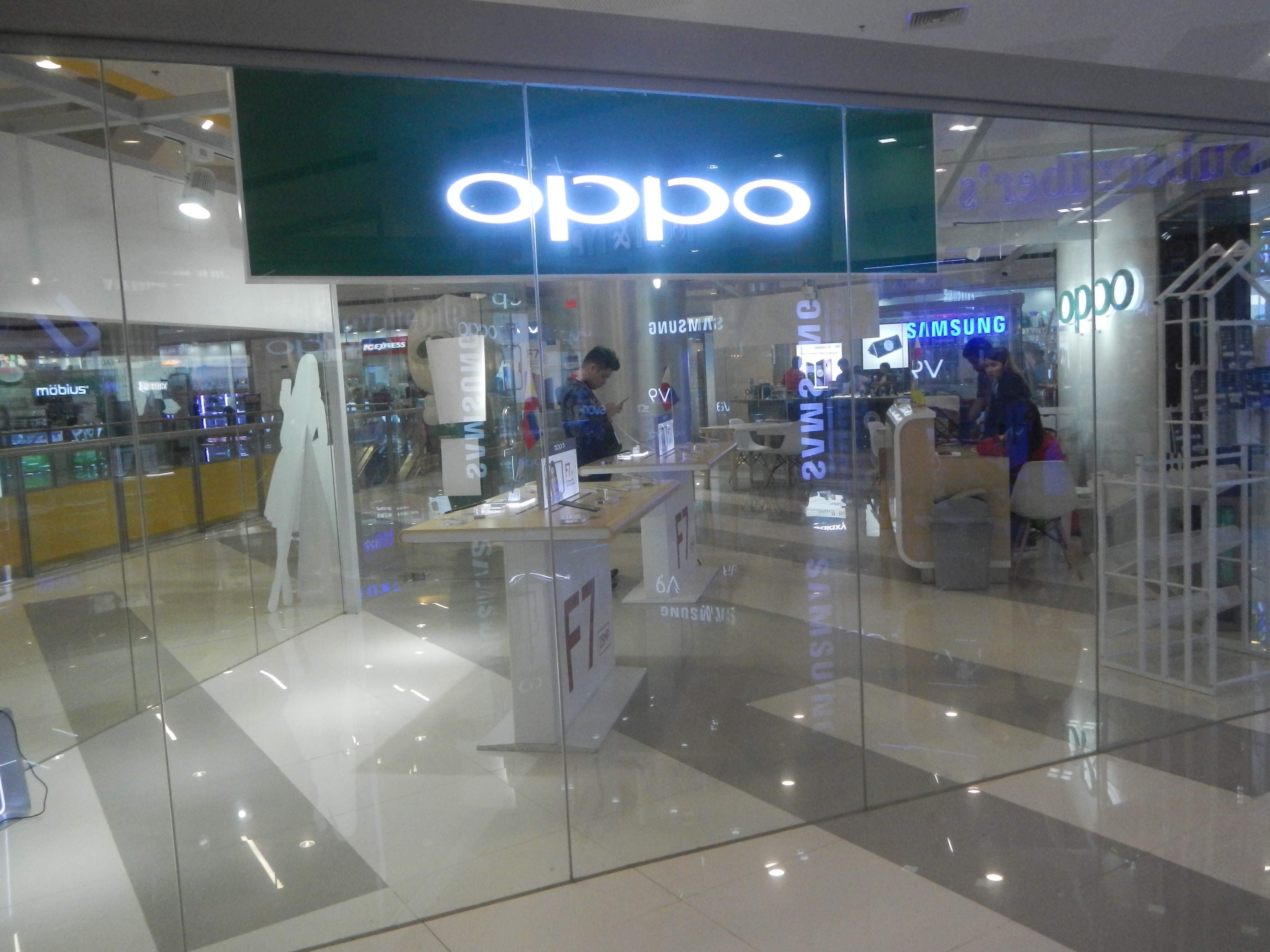
Gian hàng của OPPO tại Philippines (với logo cũ của hãng)

## Chi nhánh
OPPO có nhiều chi nhánh tại các khu vực, chủ yếu là Trung Quốc, Ấn Độ và Đông Nam Á, cung cấp những sản phẩm thiết kế riêng riêng, như: OPPO Trung Quốc, OPPO UK, OPPO Myanmar, OPPO Philippines, OPPO Malaysia, OPPO Thái Lan, OPPO Ấn Độ, OPPO Sri Lanka, OPPO Pakistan và OPPO Bangladesh và OPPO Việt Nam.
OPPO Digital là một chi nhánh hoạt động độc lập của OPPO, được thành lập năm 2004, trụ sở ở Mountain View, California, Mỹ.

## Xây dựng thương hiệu
Nhóm nhạc nam Hàn Quốc 2PM đã chuẩn bị một bài hát có tên "Follow Your Soul" trong một hợp đồng quảng cáo với OPPO để ra mắt thương hiệu của mình tại Thái Lan vào năm 2010. Vào tháng 6 năm 2015, công ty đã ký thỏa thuận với FC Barcelona để trở thành nhà tài trợ của người Tây Ban Nha. câu lạc bộ bóng đá.
Vào năm 2016, Hiệp hội bóng rổ Philippines đã liên kết với công ty này với tư cách là đối tác điện thoại thông minh chính thức của mình, bắt đầu với Cúp Ủy viên PBA 2016 bắt đầu vào ngày 10 tháng 2.
OPPO thuê người ủng hộ người nổi tiếng tại Việt Nam. Sơn Tùng M-TP tán thành ba chiếc smartphone: Neo 5, Neo 7 và F1s. OPPO đã tài trợ cho một trong những chương trình truyền hình thực tế được yêu thích hàng đầu Việt Nam. Vào năm 2014, OPPO là nhà tài trợ chính thức của Liên Hoan Tiếng Hát Hoa Phương Đỏ Toàn Quốc đến năm 2019 do đài truyền hình Việt Nam tổ chức. OPPO cũng là nhà tài trợ phát sóng của Gương mặt thương hiệu vào năm 2017.
Vào năm 2017, OPPO đã thắng thầu tài trợ cho đội tuyển cricket quốc gia Ấn Độ, cho phép logo của họ được sử dụng trên các bộ quần áo của đội từ năm 2017 đến năm 2019.
Năm 2019, OPPO trở thành đối tác tài trợ của giải quần vợt Pháp mở rộng được tổ chức tại Roland-Garros, Paris. Cùng năm, họ cũng trở thành đối tác tài trợ của Wimbledon trong 5 năm với tư cách là đối tác điện thoại thông minh chính thức đầu tiên.
Bắt đầu với Giải vô địch thế giới 2019, OPPO là đối tác điện thoại thông minh toàn cầu độc quyền cho môn thể thao điện tử Liên minh huyền thoại đến năm 2024, Oppo sẽ có các hoạt động quanh năm tập trung vào ba giải đấu toàn cầu hàng năm của môn thể thao này: Giải đấu giữa mùa, Sự kiện All-Star, và Giải vô địch thế giới.
Cuối tháng 7 năm 2022, OPPO trở thành đơn vị hợp tác của UEFA (tài trợ cho các giải đấu cấp câu lạc bộ của UEFA bao gồm: UEFA Champions League, UEFA Super Cup, UEFA Futsal Champions League và UEFA Youth League) cho 2 mùa giải 2022-23 và 2023-24
OPPO thành công tại Việt Nam với các dự án quảng cáo lớn quy mô cùng nhiều đại sứ thương hiệu là các ngôi sao ca nhạc, diễn viên người mẫu nổi tiếng:
1. Ca sĩ Sơn Tùng M-TP
2. Ca sĩ, diễn viên, người mẫu Hồ Ngọc Hà
3. Ca sĩ Tóc Tiên
4. Ca sĩ Noo Phước Thịnh
5. Ca sĩ, siêu mẫu Mai Cẩm Bình
6. Các cầu thủ Trong quốc tế

## Sản phẩm
OPPO gia nhập thị trường thiết bị di động năm 2008. Sử dụng giao diện Color OS tùy biến dựa trên Android. OPPO nổi bật với công nghệ sạc siêu nhanh Super VOOC Charge được quảng cáo là nhanh nhất thế giới. Hiện tại hãng đang thử nghiệm mẫu smartphone camera selfie ẩn dưới màn hình. Nếu thành công, OPPO sẽ là hãng đi tiên phong trong xu hướng thiết kế toàn màn hình trong tương lai.
Các sản phẩm của hãng có thể kể đến các dòng máy:
- OPPO A series (dòng máy giá rẻ),
- OPPO K series (dòng máy tầm trung),
- OPPO F series (dòng máy tầm trung cận cao cấp chủ lực, hiện đã dừng sản xuất và sáp nhập vào dòng Reno tuy vậy ở thị trường Ấn Độ hãng vẫn duy trì dòng F như một dòng tầm trung),
- OPPO R series (dòng máy cao cấp, hiện đã dừng sản xuất và sáp nhập vào dòng Reno),
- OPPO Reno (dòng máy cao cấp, được coi là kế nhiệm dòng R và F, với nhiều cải tiến công nghệ, đi kèm các phiên bản rút gọn giá rẻ hơn).
- OPPO Find series (dòng máy cao cấp nhất).

Các sản phầm nổi bật của OPPO có thể kể đến:
- OPPO Find 7 là một phablet với 3GB RAM và một vi xử lý lõi tứ 2.5 GHz.[7] OPPO Find 7 có một biến thể là Find 7a, với một màn hình 1080p và 2GB RAM khi so với Find 7 vốn có thông số kỹ thuật cao hơn. Nó đã được công bố vào ngày 19/3/2014 và được phát hành vào tháng 4/2014. Nó có thiết kế tương tự với OnePlus One phát hành vào tháng 4/2014.
- Ngày 3/8/2016, OPPO ra mắt F1s tại Ấn Độ.[8] OPPO F1s là thiết bị tập trung vào tính năng selfie vốn đã mang đến sự thành công cho dòng OPPO F1. F1s hỗ trợ một camera chính 13 MP ở phía sau và camera trước 16 MP. Ngoài ra còn có một máy quét vân tay tích hợp trên nút Home mà không chỉ có thể được sử dụng để mở khóa điện thoại, mà còn mở được các ứng dụng khá tốt. OPPO F1s hoạt động trên vi xử lý tám lõi MediaTek MT6750 cùng với 3 GB RAM và chip đồ họa Mali-T860 MP2. Nó hoạt động trên Color OS 3.0 dựa trên Android 5.1 Lollipop, màn hình 5.5 inch HD IPS và pin 3075 mAh.
- OPPO R5, smartphone mỏng nhất vào thời điểm nó ra mắt.
- OPPO Find X, mẫu smartphone tiêu biểu cho thiết kế màn hình tràn viền không khiếm khuyết với camera pop-up.
- OPPO Reno, mẫu smartphone tràn màn hình với thiết kế vây cá mập
- OPPO Reno 10X Zoom, mẫu smartphone cao cấp với khả năng zoom ảnh siêu vượt trội.
- OPPO F15 được ra mắt tại Ấn Độ ngày 16/1/2020 [cần dẫn nguồn], sau khi Oppo sát nhập dòng F tại thị trường quốc tế. Đây được coi là mẫu máy đổi tên của OPPO A91 được ra mắt trước đó ở Trung Quốc.
- OPPO Find X2 và OPPO Find X2 Pro: ra mắt ngày 6/3/2020, là bộ đôi cao cấp nhất của Oppo, sở hữu mặt lưng bằng gốm ceramic hoặc da thuộc (trên bản Pro), màn hình vát cong hai bên tấm nền AMOLED 2K 1440x3168 pixels với tần số quét 120 Hz, camera selfie 32 MP đục lỗ trong màn hình. Cấu hình Snapdragon 865 7 nm+, 12GB RAM. Đặc biệt bộ đôi sở hữu công nghệ sạc nhanh 65W: 100% trong 38 phút (SuperVOOC 2.0 Flash Charge nhanh nhất thế giới lúc bấy giờ). Oppo Find X2 Pro có điểm số chụp ảnh cao nhất trên DxOMark, ngang hàng với Xiaomi Mi 10 Pro.
- OPPO Reno4/Reno4 Pro: Ra mắt ngày 5/6/2020, Reno4 sở hữu thiết kế nhựa giả kính (4G) / kính và kim loại (5G). Reno4 sử dụng màn hình AMOLED 6.43" (Reno4) / màn hình cong 2 cạnh 6.55" (Reno4 Pro), Reno4 chạy hệ điều hành ColorOS 7.1 (dựa trên Android 10), chip Snapdragon 720G (4G) / Snapdragon 765G (5G), hỗ trợ công nghệ 5G (chỉ phiên bản Trung Quốc), RAM 8GB / ROM 128/256GB (4G) và 8/12GB / ROM 128/256GB (5G), hỗ trợ khe cắm thẻ nhớ MicroSD (chỉ phiên bản 4G). Camera chính 48MP+8MP+2MP+2MP (4G) / 48MP+8MP+2MP (Reno4 5G) / 48MP+13MP+12MP (Reno4 Pro 5G) / camera trước 32MP+2MP (Reno4/4 5G), 32MP (Reno4 Pro/Pro 5G), màn hình tần số quét 90 Hz (Reno4 Pro), pin dung lượng 4000mAh (Reno4, Reno4 5G/Reno4 Pro 5G) / 4015mAh (Reno4), hỗ trợ sạc nhanh 30W (Reno4) / 65W (Reno4 5G, Reno4 5G/4 Pro 5G). <ref>"Oppo Find X2 Pro có điểm số chụp ảnh cao nhất trên DxOMark".</ref>